# Brody (Petite-Pologne)
Pour les articles homonymes, voir Brody.
Brody (prononciation : [ˈbrɔdɨ]) est une localité polonaise de la gmina de Kalwaria Zebrzydowska, située dans le powiat de Wadowice en voïvodie de Petite-Pologne.